# 神犬奇兵
《神犬奇兵》，2014年中國大陸军旅劇。根据馮驥長篇小說《特警犬王》改编，由完美世界影视江何工作室製作，谷錦雲、王小列聯合執導，楊爍、王煜、王洋、劉潺、劉金龍、夏凡、張永健領銜主演，張柏嘉、張匯倉、劉倩文、韓福利、趙達、陳平子聯合主演。2014年7月7日在湖南衛視金鷹劇場首播；随後8月9日在山東衛視播出。
本剧以軍犬作為題材，反映解放軍訓犬員與軍犬在共同訓練和作戰中感人至深的“戰友情”。

## 劇情概要
在一次由偵查連連長吳鵬飛（崔鵬飾）帶領下的捉拿犯罪份子白鷹（韓福利飾）的邊境伏擊中，軍犬「子彈」為救主人熊雄（王煜飾），不慎死於白鷹的槍下，而後原本熊雄早以設好局準備擒獲白鷹，卻因炊事班班長郭有棟（楊爍飾）的攪和毀了整個計畫，吳鵬飛連長很是生氣，将班长郭有棟和一只小野狗送进了塞外的军犬收养连。郭有棟給小野狗起名「步枪」，而步槍與军犬子彈的弟弟「滔滔」和妹妹「小米」在艰苦卓绝的环境中克服种种困难，出色地完成了各种任务，却因为有狼性血统而无法获得军犬资格，险些被送进动物园，幸好某军犬基地及时发出调令，拯救了三犬。在军犬基地接受正规训练后，步枪等犬终于成为优秀军犬，在各类危险任务中屡建功勋，最终代表中国军犬参加世界军犬锦标赛，过关斩将加冕「犬王」。

## 製作

### 選角
本劇匯集了不少曾參演《麻辣女兵》的演員。主演如王洋、王煜，還有劉潺、張柏嘉、劉倩文等都曾出演《麻辣女兵》。

### 拍攝
《神犬奇兵》於2013年8月初正式開機拍攝。該劇大部分主要場景在北京延慶縣拍攝。全劇於2013年10月殺青。
全劇雖然僅用了3個月完成拍攝工作，但是在拍攝上很用心，劇中全軍犬王爭霸賽前後拍攝三天完成，動用了五台機器，約一百五十條各種品種的軍犬和幾百名來自陸海空二炮等各軍區的軍犬訓犬員在軍營參與拍攝。據製片人何靜表示，因為群眾演員不能帶進軍營拍攝，所以拍攝全軍犬王爭霸賽戲份時都是由真正的軍人參演。
由於《神犬奇兵》以軍犬作為題材，所以在劇中會出現六七條有名有姓的“神犬”，而考慮到犬拍戲會累，或者在訓練中受傷，每條犬還有兩到三個替身以備不時之需以及有訓犬人員幫助拍攝。

## 演員表
| 演员   | 角色            | 介紹 |
| 楊爍   | 郭有棟 (郭油子) | 解放軍 原本是侦察连的炊事班长，是一个没读过什么书，但在实践中磨砺出生活智慧的平凡小人物。表面嬉皮笑脸，说话油嘴滑舌，利用三寸不烂之舌解决了很多问题，但实际内心非常有情有义，很重感情且积极乐观，是一个聪明的人。后从炊事班长转入军犬三连，成为了一名军犬训导员。後決定留在軍犬療養所奮鬥一生。 |
| 王煜   | 熊雄            | 解放軍 原侦察连班长，一开始便与自己的爱犬「子弹」经历了生离死别，内心受创却依旧坚强的热血军官。是一个经验丰富、经历过生死的侦察连班长，经历了生离死别、思想转变、情感纠葛的人。之後為了替子彈的母親巴伊贖罪而到軍犬三連，最後為了救郭有棟被白峰開槍殺死。                                       |
| 王洋   | 金鳳凰          | 護林隊隊長 怒山林場護林隊隊長。一个纯粹洒脱的女孩，从小在林场大院长大，没有受到过任何外界的污染， 从骨子里流露着大自然原生态的味道。说话做事利索干脆，因此与油嘴滑舌的郭油子永远在斗嘴，犹如一对欢喜冤家。後为救郭有栋而死在萊蒙手裡。                                                          |
| 劉潺   | 白峰            | 毒梟 留洋歸來的高智商犯罪者。犯罪份子的二老闆，偷渡出國後長期在國外利用網路進行鬥狗生意遭受國際通緝中，回國後化名「林子達」進入林場，為尋寶藏。哥哥白鷹死後繼續幹毒品，之後利用狗來藏毒販毒，在逃亡中遭遇軍警阻攔，全軍覆沒之下最後被步槍咬死。                                                 |
| 劉金龍 | 謝連城 (謝一刀) | 解放軍 原是汽車連軍人，武功高强，幽默，铁汉柔情。後來和郭有棟同天轉到了軍犬三連，也是三連頭號搗亂分子，收養了巴伊的女兒並為牠取名為「小米」。和“小米”有很深的感情。原本喜歡吃狗肉，當了軍犬訓導員後勸説其父關閉了狗肉館改做寵物店，後留在軍犬療養所奮鬥一生。                                   |
| 夏凡   | 龍飛            | 解放軍 原軍犬三連連長，上尉，现任军犬训练队联勤部军需处助理员，堅守著三連。在三連解散改編後不幸引起阿兹海默症。 |
| 張永健 | 付志宏 (老付)   | 解放軍 原军犬三连兽医，在妻子過世後到三連服務，視退役軍犬巴伊為「閨女」，三連改編後為军犬队兽医，還負責軍犬三連後勤。 |
| 张柏嘉 | 林果            | 解放軍 边防团宣传干事，因喜欢连长龙飞参军的敢爱敢恨的女孩子。儘管龍飛對自己很冷淡，但依然深愛著他，後來帶他去法國治療阿茲海默症。 |
| 刘倩文 | 苏青            | 解放軍 军犬队第三中队中队长，外冷内热的女兵。喜歡武強，在子彈被熊雄殺死後對熊雄有敵意，但之後化解嫌隙，為熊雄他的死落淚。 |
| 趙達   | 高原            | 解放軍 原军犬三连排长，军犬队副队长，原本與龍飛不和，最後才了解龍飛的心，後担任军犬疗养所所长。 |
| 劉子晨 | 劉寶            | 解放軍 原偵查連士兵，非常听班长熊雄的话，後來也因為他去了军犬三连。在三連改編後捨不得離開而選擇留在三連。 |
| 韓福利 | 白鷹            | 毒梟 白峰的表哥，犯罪份子的大老闆，多次想將逃走的步槍抓回但都失敗收場，與三連和龍飛有很深的仇恨。最後和龍飛搏鬥被他打死。 |
| 張匯倉 | 胡天            | 毒販 白鷹身旁的軍師，辦事不利，白鷹死後跟在二老闆白峰身邊繼續販賣毒品，最後在與他逃亡時企圖殺死郭有棟時被亂槍打死。 |
| 王冠   | 劉慧琴          | 家庭主婦 謝連城的未婚妻，原先非常反對謝連城當兵，一直希望他退伍回家接狗肉館，後受謝連城影響與他一同說服其父親關閉狗肉館，並與劉寶留在改編後的三連。 |
| 陳平子 | 老五            | 毒販 胡天手下得力幹將，最後在與白峰和胡天逃亡時一同被警方逮捕。 |
| 伊添鍇 | 老三            | 毒販 胡天手下得力幹將，最後在與白峰和胡天逃亡時一同被警方逮捕。 |
| 金亮   | 香川            | 毒販 白峰最信任最聰明的手下。武功高強的狙擊手，幫著白峰做了許多髒活，包括運狗藏毒。在白峰逃亡時奉命伏擊解放軍，最後被熊雄殺死。 |
| 高峰   | 阿峰            | 毒販 白峰手下。武功高強，在白峰逃亡時與香川一同伏擊解放軍與警察，最後和謝連城肉搏時被手榴彈炸死。 |
| 陳萊蒙 | 萊蒙            | 毒販 白峰手下，武功高強，曾經打敗謝連城還擒獲步槍，為掩護白峰離開迷魂谷獨自一人留下阻擊敵人，最後殺死鳳凰，也被郭有棟拿石頭砸死。 |
| 王建福 | 霍东            | 解放軍 原军犬三连士兵，西北优秀猎人的后裔，可以直接和军犬对话。後與謝連城聯手殺死毒販阿峰。 |
| 崔鵬   | 吳鵬飛          | 解放軍 偵查連連長，非常希望去了三連的熊雄回偵查連。 |
| 陳毅恒 | 金山            | 林場場主 怒山林場場主。曾上過戰場的老兵，金鳳凰的爺爺。 |
| 高發   | 何建國          | 解放軍 邊防團團長。 |
| 孫洪濤 | 凌國成          | 解放軍 軍犬隊隊長。 |
| 王路   | 宋大雷          | 解放軍 原軍犬三連士兵，後留在軍犬療養所。 |
| 姚書豪 | 牙籤            | 解放軍 原軍犬三連士兵，後留在軍犬療養所。 |
| 張航   | 小四            | 解放軍 原軍犬三連士兵，後留在軍犬療養所。 |
| 佟瑞   | 虎子            | 解放軍 原軍犬三連士兵，後留在軍犬療養所。 |
| 旌鳴   | 孫海            | 警察 緝毒警隊長。 |
| 劉凱   | 喬振            | 護林隊副隊長 怒山林場護林隊副隊長。 |
| 徐樂同 | 常纓            | 解放軍 軍犬隊一中隊中隊長。 |
| 王煥新 | 嚴冬            | 解放軍 偵查連指導員。 |
| 周遠   | 護林員          | 護林員 怒山林場護林隊員。 |
| 馬書立 | 蒙泰            | 毒梟 白峰好友，在白峰挖黃金時負責接應他們出境，但後來發現沒挖到黃金後企圖殺白峰一行人滅口卻反倒被白峰反殺，死後地盤被白峰接管。 |
| 石黎明 | 唐賢森          | 毒梟 當地毒梟，與白峰交易時被他黑吃黑殺害。 |
| 李坤   | 翠兒            | 年輕女子 劉寶的女朋友。 |
| 楊雷   | 大勺            | 解放軍 偵查連炊事班士兵。 |
| 岳川   | 王子            | 解放軍 偵查連士兵。 |

## 收視率

### 湖南衛視首播
| 播映日期      | 集數  | 收視率 | 收視份額 | 卫视排名   |                    |
| ------------- | ----- | ------ | -------- | ---------- | ------------------ |
| 2014年7月7日  | 1-3   | 1.248  | 3.54     | 1          |                    |
| 2014年7月8日  | 4-6   | 1.529  | 4.39     | 1          |                    |
| 2014年7月9日  | 7-9   | 1.288  | 3.72     | 2          | 計算含《古剑奇谭》 |
| 2014年7月10日 | 10-12 | 1.313  | 3.742    | 3          | 計算含《古剑奇谭》 |
| 2014年7月11日 | 13    | 1.036  | 3.43     | 3          |                    |
| 2014年7月12日 | 14    | 1.241  | 4.05     | 1          |                    |
| 2014年7月13日 | 15-17 | 1.559  | 4.47     | 1          |                    |
| 2014年7月14日 | 18-20 | 1.698  | 4.9      | 1          |                    |
| 2014年7月15日 | 21-23 | 1.866  | 5.41     | 1          |                    |
| 2014年7月16日 | 24-26 | 1.66   | 4.78     | 2          | 計算含《古剑奇谭》 |
| 2014年7月17日 | 27-29 | 1.615  | 4.59     | 3          | 計算含《古剑奇谭》 |
| 2014年7月18日 | 30    | 1.268  | 4.015    | 3          |                    |
| 2014年7月19日 | 31    | 1.289  | 4.099    | 2          |                    |
| 2014年7月20日 | 32-34 | 1.526  | 4.351    | 1          |                    |
| 2014年7月21日 | 35-36 | 1.468  | 4.312    | 2          |                    |
| 2014年7月22日 | 37    | 0.922  | 3.01     | 3          |                    |
| 平均收視      |       | 1.496  | 4.350    | 按每集計算 |                    |

- 晚間時段節目：
  - 湖南衛視《古剑奇谭》
  - 江蘇衛視《杉杉来了》
  - 浙江衛視《真愛遇到他》
  - 東方衛視《保卫孫子》
- 數據由央視索福瑞CSM50城測量儀提供，調查範圍包含四歲以上之觀眾。
- 資料來源：CSM （页面存档备份，存于）

## 外部連結
- 神犬奇兵的新浪微博

## 作品的變遷
| 中国大陆 湖南卫视 金鹰独播剧场 · 周日至周四晚19:30-22:00三集连播 周五至周六19:30-20:10一集播出 | 中国大陆 湖南卫视 金鹰独播剧场 · 周日至周四晚19:30-22:00三集连播 周五至周六19:30-20:10一集播出 | 中国大陆 湖南卫视 金鹰独播剧场 · 周日至周四晚19:30-22:00三集连播 周五至周六19:30-20:10一集播出 |
| ---------------------------------------------------------------------------------------------- | ---------------------------------------------------------------------------------------------- | ---------------------------------------------------------------------------------------------- |
|                                                                                                | 神犬奇兵 （2014年7月7日－7月22日）                                                             |                                                                                                |
| 相爱十年 （2014年6月23日－7月6日）                                                             | 深圳合租記 （2014年7月21日－8月10日）                                                          |                                                                                                |